# Nosophora chironalis
Nosophora chironalis là một loài bướm đêm trong họ Crambidae.